# Proboszczowie ewangeliccy Tomaszowa Mazowieckiego
Proboszczowie ewangeliccy Tomaszowa Mazowieckiego – lista proboszczów protestanckich miasta Tomaszowa Mazowieckiego (przed nazwiskiem – daty piastowania funkcji proboszcza, za nazwiskiem – daty życia).

## Proboszczowie i proboszczowie-administratorzy
- 1833–1863 – Jan Jakub Benni (1800–1863)
- 1863–1870 – Herman Benni (1834–1900), w latach 1863–1865 jako proboszcz-administrator
- 1870–1871 – Władysław Wernitz (1832–1917) jako proboszcz-administrator
- 1871–1912 – Eugeniusz Biedermann (1832–1915)
- 1912–1916 – Gustaw Herman Knothe (1850–1916), uprzednio wikariusz w latach 1903–1912
- 1916–1939 – Leon Witold May (1858–1940)
- 1939–1940 – Eduard Kneifel (1896–1993)
- 1940–1945 – Henryk Seeberg (1907–1974) jako wikariusz
- 1945 – Otton Krenz (1890–1962) jako proboszcz-administrator
- 1945–1954 – Woldemar Gastpary (1908–1984), uprzednio wikariusz 1932–1940, w latach 1945–1951 proboszcz-administrator
- 1954–1964 – Eugeniusz Jungto (1904–1975), w latach 1954–1956 jako proboszcz-administrator
- 1964–1983 – Henryk Czembor (ur. 1941), początkowo wikariusz 1964–1966, potem proboszcz-administrator 1966–1970
- 1983–1987 – Jerzy Gryniakow (1925–1992) jako proboszcz-administrator
- 1987–2015 – Roman Jan Pawlas (ur. 1955), uprzednio wikariusz diecezjalny 1983–1987
- od 2015 – Wiesław Żydel jako proboszcz-administrator

Stanowisko wikariusza parafialnego lub diecezjalnego zajmowali:
- 1901–1902 – Leon Sachs (1877–1947)
- 1902–1903 – Ryszard Paszko (1878–1940)
- 1903–1912 – Herman Gustaw Knothe
- 1932–1940 – Woldemar Gastpary
- 1940–1945 – Henryk Seeberg
- 1964–1966 – Henryk Czembor
- 1983–1987 – Roman Jan Pawlas jako wikariusz diecezjalny